# Atalaya Mining
Atalaya Mining Copper, comercializada como Atalaya Mining, es una empresa minera española. Su principal actividad se centra en la histórica cuenca minera de Riotinto-Nerva (Huelva), la cual viene explotando desde su reactivación en 2015 dentro del «Proyecto Riotinto».

## Historia
La empresa se constituyó en Chipre en 2004 bajo el nombre de «Eastern Mediterranean Resources Public Limited». Renombrada un año después como Emed, esta empezó a mostrar interés por adquirir la propiedad de las históricas minas de Riotinto en España. Los primeros pasos en este sentido se dieron en 2007, y un año después, en octubre de 2008, la empresa logró hacerse con los yacimientos. La matriz llegó a crear una empresa filial para hacerse cargo de la explotación. Sin embargo, el proceso de adquisición se alargaría varios años hasta quedar finalmente completado. Los trabajos mineros en Riotinto se iniciaron en 2015, poniéndose en marcha la explotación comercial poco después. En octubre de 2015 la empresa fue renombrada como «Atalaya Mining» por un acuerdo de los accionistas.
En Eslovaquia una filial de la empresa, Emed Slovakia, llegó a realizar varios sondeos entre 2007 y 2009 de cara a la posible explotación de los depósitos de oro contenidos en la zona de Detva. Sin embargo, las actividades previstas de extracción no prosperaron debido a la oposición de algunos colectivos sociales y a que la administración no otorgó a la empresa filial los permisos necesarios.
Atalaya Mining amplió sus intereses en la provincia de Huelva cuando adquirió el proyecto polimetálico de Masa Valverde en octubre de 2020, y adquirió tres permisos de investigación en el área de Riotinto Este en mayo de 2021. Ese mismo año adquirió al Grupo Sacyr el 51% de su participación en la sociedad Río Narcea Nickel, que posee unos diecisiete permisos mineros en la zona de Ossa-Morena (Badajoz).  En junio de 2024 la junta general de accionistas acordó el traslado de la sede social de la empresa a España, concretamente a Sevilla, proceso que se completó a comienzos de 2025. Además, la empresa cambió su nombre a «Atalaya Mining Copper».

## Actividades
El núcleo de las actividades de Atalaya Mining se encuentra en la cuenca minera de Riotinto, principalmente el yacimiento de Cerro Colorado, si bien dentro de la cuenca está previsto que se pongan en explotación de las masas San Dionisio y San Antonio. Desde hace años también se realizan labores de investigación en la Masa Valverde, situada en el término municipal de Valverde del Camino. Asimismo, Atalaya es accionista de «Cobre San Rafael», empresa propietaria de los derechos de la mina de Touro, en la provincia de La Coruña. En esta antigua explotación trabaja como socio tecnológico y financiero, para poner en marcha el aprovechamiento del mineral de cobre.